# Špansko
Špansko je zagrebačko gradsko naselje koje se nalazi na zapadnom dijelu grada. Prema popisu stanovništva iz 2011. godine Špansko ima 24.241 stanovnika.
Prema podjeli ustanovljenoj Statutom Grada Zagreba 14. prosinca 1999., pripada Gradskoj četvrti Stenjevec, a čine ga dva mjesna odbora: Špansko – jug i Špansko – sjever.
Na području Španskoga djeluju tri osnovne škole, dvije gradske knjižnice, dom zdravlja te dvije katoličke župe. Poštanski broj je 10090.

## Etimologija
Naziv naselja potječe od riječi špan, koja je u pojedinim dijelovima hrvatske povijesti označavala velikoga župana, župana župe, premda su se istim najčešće označavali niži gospodarski nadstojnici u vlastelinstvu. Tako je u srednjem vijeku špan označavao najnižega vlastelinskog ili općinskog službenika što je od kmetova ubirao daće (porezna davanja) na propisanom području – španstvu. Još se u panonskoj hrvatskoj državi u doba narodnih vladara uz naziv župan rabio i skraćeni oblik žpan, koji su Mađari preuzeli u svoj jezik kao ispan, s istim značenjem kao i u hrvatskom jeziku. Taj oblik iz mađarskoga jezika prelazi u hrvatski špan, namjesnik (službenik) španstva odnosno španskog (»španije«).
Špansko se prvi puta spominje između 1242. i 1250. pod imenom Lonka, prema kojem se oblikuje toponim Gornja Lonka (Lonka Superior, 1346.) Godine 1598. Špansko se spominje pod imenom Lwka Špani, koje se tijekom stoljeća skraćuje u današnji oblik.

## Povijest
Špansko je nastalo na području nekadašnjega sela koje se nazivalo Lonka ili Luka. Ime Špansko koristi se od kraja 16. stoljeća. Za podrijetlo imena naselja Špansko danas nema pisanih objašnjenja i drugih povijesnih dokaza, no postoje teorije.
Jedna teorija je ona da naziv Špansko potječe iz 16. stoljeća, iz vremena kada su Habsburgovci na ta područja dovodili španjolske najamne vojnike koji su sudjelovali u građanskom ratu. Iz povijesnih izvora se zna da su se njihovi vojnički logori nalazili na području današnjeg naselja Špansko, a u ono vrijeme uz samu rijeku Savu. Druga, možda vjerojatnija teorija je ona da naziv Špansko potječe od riječi Špan. Španovi su bili upravitelji feudalnih i biskupskih imanja, često niži plemići ili kanonici. Zemljište i naselje na njemu pripadalo je Španu zagrebačkog biskupa (dok je čitavo područje pripadalo zagrebačkom Kaptolu).
Iako cijeli Stenjevec spada u red zagrebačkih četvrti koje su svoj današnji urbani izgled zadobile tek u drugoj polovici prošloga stoljeća, čini se da je taj prostor bio među prvima nastanjen na zagrebačkomu području. Arheološki nalazi ukazuju na prisutnost ljudi na tom području već u antička vremena. Ovdje su, među ostalim, nađeni ostaci rimskoga groblja, zdenca i obrambenoga zida, te baza za kip rimskog cara Decija koji je vladao 249. – 250. poslije Krista. Posve je sigurno da su se ljudi već tada intenzivno kretali tim područjem. Na tada plovnoj Savi, nedaleko naselja Stenjevec, nalazila se i riječna luka kojom je taj prostor bio prometno povezan s Panonskom nizinom.
Stanovništvo u prošlosti toga područja bilo je velikoj mjeri kmetsko. U kmetskoj zavisnosti bilo je do 1848. godine. Krajem 19. stoljeća u već ustrojeno naselje Špansko doseljava se veći broj obitelji iz Makedonije, podrijetlom Bugara (najbrojnije obitelji nosile su prezimena Kokošarov i Taskov). Osnovno zanimanje im je bilo povrtlarstvo, a svoje proizvode prodavali su na zagrebačkim tržnicama.
Ban Jelačić 25. travnja 1848. godine proglašava ukidanje kmetstva. Točnije, ban Jelačić samo potvrđuje ukidanje kmetstva i postojanje obaveza tlake i daća, dok je kmetstvo ukinuo još Josip II. Tim proglasom stanovnici tadašnjih sela Stenjevec i Špansko postaju slobodni seljaci.
Između Prvoga i Drugoga svjetskoga rata, višak poljoprivrednoga stanovništva zapošljava se u brzorastućoj zagrebačkoj industriji. U istočnom dijelu današnjega Španskoga, krajem Drugoga svjetskoga rata i nekoliko godina nakon njega, djelovao je partizanski logor "Prečko" koji se prostirao prema rijeci Savi. Tu su mnogi civili i pripadnici poraženih vojski stradali, pokapani ili odvođeni na druga stratišta i križne putove.
Desetak godina kasnije na području današnje gradske četvrti Stenjevec, selo Stenjevec ima 84, a Špansko 111 stanovnika. Šezdesetih godina 19. stoljeća stvaraju se preduvjeti za prosperitet i bujanje ovog dijela Zagreba. Godine 1862. gradi se željeznička pruga Zagreb – Zidani Most, a godinu dana kasnije osniva se Pučka škola u Stenjevcu. Od 1877. do 1879. u Jankomiru se gradi najveća bolnica za duševne bolesnike u Hrvatskoj.
Istovremeno, otvara se sve više obrtničkih radionica, prodavaonica i gostionica. Južni dio četvrti naseljavaju obitelji koje se bave vrtlarstvom i svojim proizvodima prehranjuju zapadni dio Zagreba. No, broj stanovnika stenjevečkoga područja do sredine se prošloga stoljeća povećava vrlo sporo. Tako 1931. u Stenjevcu živi 362, a u Španskom 384 ljudi. Veliko ubrzanje rasta stanovnika Stenjevca započinje pedesetih godina 20. stoljeća. To naselje već 1961. ima 3297, a 1971. 10 675 stanovnika.
Pedesetih godina na prostoru Stenjevca, u Jankomiru, niče jedna od najznačajnijih zagrebačkih industrijskih zona. Ondje se grade velike tvornice i druga poznata poduzeća poput Končara, Jedinstva, Jugorapida, Šavrića, Kontinentalprijevoza, Pismorada, Risa i drugih. U novije vrijeme, većinu nekadašnjih velikih gospodarskih subjekata zamjenjuje sve veći broj manjih privatnih tvrtki koje se pretežno bave uslužnim djelatnostima.
Župa blažene Djevice Marije Žalosne osnovana je dekretom nadbiskupa Franje Kuharića (broj 1674/1975) 25. srpnja 1975. godine, kao rezultat širenja naselja, dolaskom novih stanovnika kojima je trebala pastoralna potreba. Dobivanje dozvole za izgradnju crkve trajalo je sporo, zbog pritiska komunističke vlasti koja se protivila njezinoj gradnji. Gradnja crkva započela je na Malu Gospu, 8. rujna 1981. godine. Projekt za crkvu izradio je ing. Valdemar Balley, a građevinska dozvola izdana je 15. lipnja 1981. godine. Sama crkva blagoslovljena je 1986. godine i koristila se za bogoslužje, iako ni tada nije bila u potpunosti završena. Četvrt korjenito mijenja izgled osamdesetih godina 20. stoljeća zahvaljujući iznimno intenzivnoj stambenoj gradnji. Kvart dobiva današnje konture urbanog naselja – velikom brzinom izgrađene su velike stambene zgrade koje danas čine naselje Špansko. Za vrijeme Domovinskoga rata u Španskom se nalazio prognanički kamp za Hrvate prognane iz područja zahvaćenih velikosrpskom agresijom, najviše iz Vukovara.
Špansko se danas nalazi između Zagrebačke avenije na jugu, naselja Oranice na istoku, naselja Malešnica na sjeveru te Jankomira na zapadu. Naselje Špansko upravno pripada gradskoj četvrti Stenjevec i Općini Susedgrad. S ostatkom grada povezano je dvjema izravnim autobusnim linijama na Ljubljanicu (Remizu) i Črnomerec.

## Nazivi ulica
Većina ulica u Španskom nosi imena poznatih hrvatskih pjesnika i prozaika, dok dvije ulice u novijem dijelu (Špansko–Oranice) imaju imena po brigadama Hrvatske vojske.
Pjesnici: Juraj Baraković, Dobriša Cesarić, Matija Divković, Vid Došen, Drago Gervais, Jerolim Kavanjin, Josip Pupačić, Vlaho Stulli, Juraj Šižgorić
Prozaici: Ulderiko Donadini, Alberto Fortis, Marko Fotez, Vlado Gotovac*, Vilim Korajac, Gustav Krklec, Antun Šoljan
Književnici i znanstvenici: Slavko Batušić, Ivan Kukuljević (trg), Ivan Lovrić, Vinko Pribojević, Milan Rešetar, Antun Šoljan
Povijesne osobe: Miroslav Milić*, Marija Radić, Drago Stipac*, Josip Strganac*, Francesco Tenchini*, Ante Miko Tripalo*, Matija Vlačić Ilirik
Patronimi: Maršanići, Martinci, Svilkovići
Toponimi: Kaljska (Kalje), Kotarnica, Oranice*
Domovinski rat*: Stjepan Major, 101. brigada HV-a (šetalište), 150. brigada HV-a (šetalište), dragovoljci Domovinskoga rata (park)
Napomena: Nazivi sa zvjezdicom (*) nalaze se u Špansko-Oranicama.

## Odgoj i obrazovanje
U Španskom se nalaze tri osnovne škole:
- Osnovna škola Ante Kovačića (školska zgrada otvorena je 21. prosinca 1984.[10])
- Osnovna škola Tituša Brezovačkog (utemeljena 1965., od 1991. nosi današnje ime[11])
- Osnovna škola Špansko-Oranice (osnovana 17. svibnja 2007.[12])

OŠ Tituša Brezovačkoga bila je škola s najvećim brojem učenika u Gradu Zagrebu.
Od 1982. u naselju djeluje Dječji vrtić Špansko, a od 2007. Dječji vrtić Sunčana (u Špansko-Oranicama).
Najbliža srednja škola je Gimnazija Lucijana Vranjanina u susjednoj Malešnici.

## Šport
- NK Špansko, nogometni klub[16]
- KK Zapad, košarkaški klub[17]
- ŠRD Špansko Susedgrad[18]
- Humanitarni malonogometni turnir Gracin kup[19]

## Kultura
- Advent u Španskom, dio Adventa u Zagrebu, u organizaciji udruge reKreativni kvaRT SHP[20]
- Klapa Kana G.[21]
- Mješoviti pjevački zbor „Ivan Kukuljević Sakcinski”[22]
- Mješoviti pjevački zbor župe BDM Žalosne[23]
- Muški vokalni ansambl »Špansko«[24]
- The Messengers (gospel-sastav)[25]
- Zbor mladih Maranatha[26][27]

## Duhovnost
Na području Španskoga prostiru se dvije katoličke župe: župa BDM Žalosne i župa bl. Ivana Merza. 
U župi BDM Žalosne od 2009. djeluje Kursiljo.

## Izdavaštvo
- Kvartovski list[29]
- Maranatha (od 1996.)[30]

## Galerija slika
- Soko G-2 Galeb u Španskom
- Advent u Španskom
- Dječje igralište u Gervaisovoj ulici.

## Vanjske poveznice
- Nepoznati Zagreb: Špansko
- Špansko u Wayback Machineu